# Haemaphysalis caucasica
Haemaphysalis caucasica är en fästingart som beskrevs av Olenev 1928. Haemaphysalis caucasica ingår i släktet Haemaphysalis och familjen hårda fästingar. Inga underarter finns listade i Catalogue of Life.